# ساموئل رایت
ساموئل رایت (انگلیسی: Samuel E. Wright) (زادهٔ ۲۰ نوامبر ۱۹۴۶ – درگذشتهٔ ۲۴ مهٔ ۲۰۲۱) از دوبلورهای آمریکایی بود.
از مشهورترین دوبله‌های وی، دوبله شخصیت سباستین، موزیسین دربار تریتون شاه در مجموعه پویانمایی‌های پری دریایی کوچولو است.
گزیده فعالیت‌های گویندگی وی به شرح زیر است:
- سباستین، پری دریایی کوچولو، ۱۹۸۹.
- سباستین، مجموعه تلویزیونی پری دریایی کوچولو، ۱۹۹۲.
- مفاسا، شیر شاه قسمت نخست، ۱۹۹۴.
- سباستین، پری دریایی ۲، ۲۰۰۰.
- سباستین، پری دریایی کوچک: کودکی آریل، ۲۰۰۸.